# Antonio Zacco (artista)
Antonio Zacco (Catania, 1747 – Catania, 28 ottobre 1831) è stato un incisore e illustratore italiano.

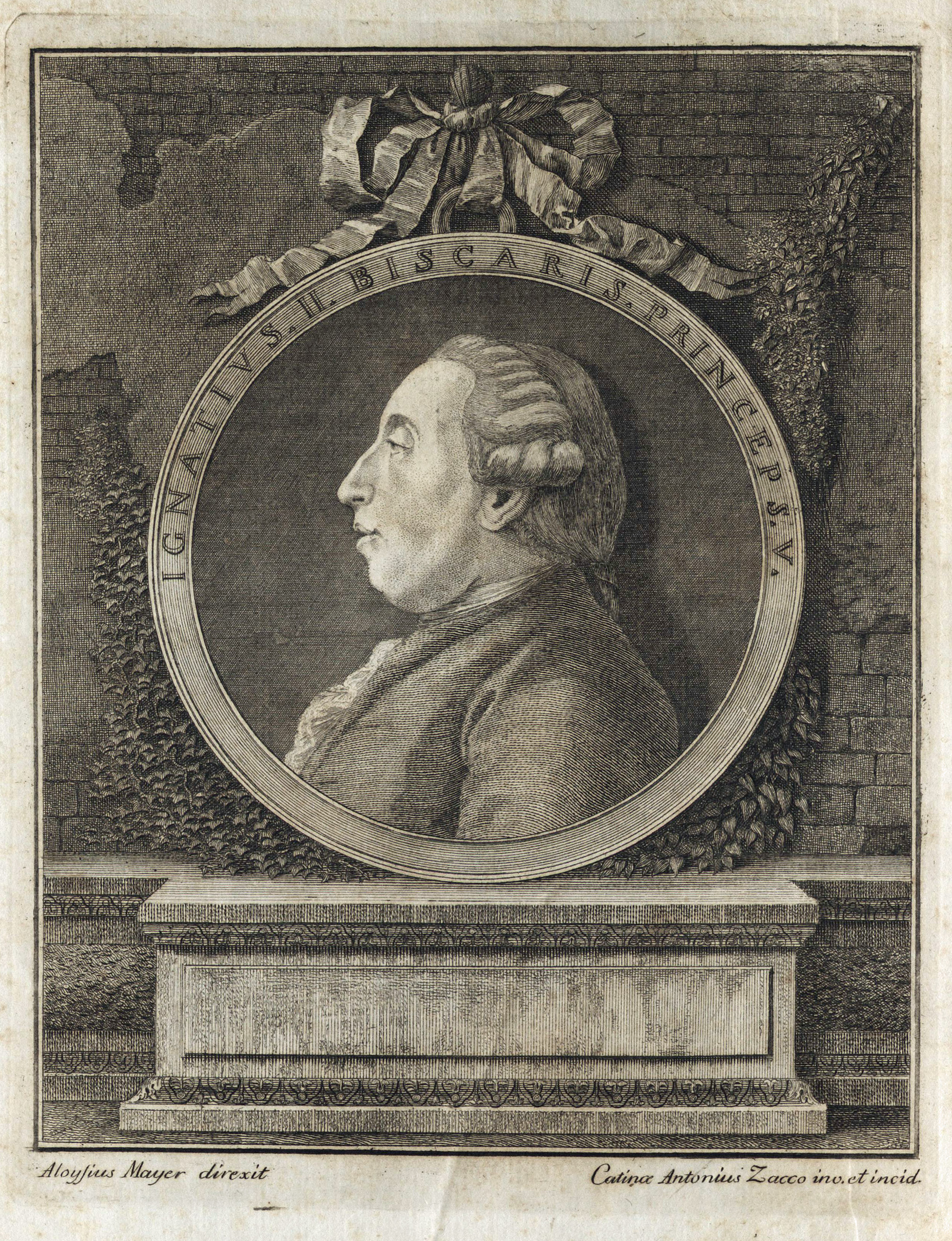
Il principe di Biscari in una incisione di Antonio Zacco

Figlio di Vincenzo e Francesca Schillaci, lavorò per la famiglia dei principi di Biscari, soprattutto al servizio di Ignazio V Paternò Castello, per lui realizzò i rami per le illustrazioni del volume Viaggio per tutte le antichità della Sicilia. Illustrò anche Leges omni consilio... di Vito Coco, pubblicato nel 1780. Collaborò con Luigi Mayer e Nicolò Bombara. Tra le stampe e incisioni più famose, si ricordano un Sacro Cuore di Gesù e un ritratto di Ignazio Paternò Castello. Illustrò anche Storia generale dell'Etna... di Francesco Ferrara nel 1793 e Memoria dell'eruzione dell'Etna avvenuta nell'anno 1809, di Mario Gemmellaro pubblicata nel 1820.
Una sua incisione raffigurante il Ritrovamento del Santissimo Sacramento è conservata nella sagrestia della Chiesa del Santissimo Ritrovato a San Giovanni Montebello. Sposato con Caterina Mayer, il figlio Giuseppe fu un apprezzato pittore.